# La tarde de Cope
La tarde de Cope, también conocido simplemente como La tarde, es un programa de radio de la cadena española COPE que se emite en horario vespertino desde 1996.

## Historia
El programa nace el 22 de abril de 1996, para sustituir el hueco que en la parrilla de la cadena había dejado la desaparición del programa Directamente Encarna, tras el fallecimiento de su directora y presentora Encarna Sánchez. La periodista Mari Cruz Soriano asumió la presentación y dirección. Soriano se mantuvo dos años al frente del programa hasta junio de 1998, en que decidió abandonar tras acusar a la cadena de entorpecer su trabajo.
Sería sustituida desde septiembre de 1998 por María Teresa Campos, que contó entre sus colaboradores entre otros, con Natalia Figueroa, Carmen Rigalt, Paco Valladares, Miguel Ángel Almodóvar, Amalia Enríquez y Marisol Galdón. En esa etapa se pretendió prestar mayor atención a temas de denuncia social, sin olvidar otras cuestiones como cultura, cocina, o crónica social.
Campos dejó la cadena en abril de 2000 y la periodista María José Navarro se puso al frente del programa. Colaboraron en esta etapa entre otros Consuelo Sánchez Vicente, Isabel Durán, Manuel Hidalgo, Manu Leguineche, Ramón Sánchez-Ocaña.
Entre septiembre de 2001 y enero de 2002 el programa fue sustituido por otro titulado Al tran tran que presentaban Federico Jiménez Losantos y José Antonio Abellán. Desde la temporada 2002-2003 el programa pasó a llamarse La tarde con Cristina, al incorporar a Cristina López Schlichting al frente del mismo. Junto a ella, se contó con voces como las de Jaime Peñafiel o el estilista Nacho Montes. 
En 2010 César Lumbreras se hizo cargo de la franja vespertina de la cadena con un programa llamado La atalaya. 
En 2012 Ramón García se hace hace cargo de la presentación de la nueva etapa de La tarde. Esta etapa duraría hasta 2015. 
De 2015 a 2018 fue el periodista Ángel Expósito el encargado de conducir el programa, que incluía una tertulia política con entre otros Carmelo Encinas, Ignacio Camacho, Julio César Herrero, Antonio Papell y la colaboración de Luis del Val, Yolanda Gómez, Mayte Alcaraz o Emilio Cortés.
Pilar Cisneros y Fernando de Haro asumen el espacio desde mediados de Agosto de 2018.
Desde la temporada 2021/22, debido a la extensión del programa Mediodía COPE, La tarde sólo emite su contenido durante 3 horas, relegando la información deportiva nacional y local al programa locutado por Pilar García Muñiz. 
En la temporada 2024/2025, dicha periodista se hace cargo del programa, recuperando este su tramo horario de 15.00 a 16.00 horas

## Audiencias
Durante su primera temporada, en 1996, el programa se situó líder de audiencia en su franja horaria, por delante de sus más directos competidores La radio de Julia, con Julia Otero en Onda Cero y La ventana, con Javier Sardá en la Cadena SER. Un año más tarde, sin embargo, descendió a la tercera posición por detrás de los mencionados.
- 1998 (tercera oleada, diciembre de 1998): 314.000 oyentes. Tercer lugar.[13]
- 2000 (tercera oleada, diciembre de 2000): 127.000 oyentes. Cuarto lugar.[14]
- 2002 (tercera oleada, diciembre de 2002): 199.000 oyentes. Cuarto lugar.[15]
- 2003 (tercera oleada, diciembre de 2003): 176.000 oyentes. Tercer lugar.[16]
- 2004 (tercera oleada, diciembre de 2004): 247.000 oyentes. Tercer lugar.[17]
- 2005 (tercera oleada, diciembre de 2005): 326.000 oyentes. Segundo lugar.[18]
- 2008 (tercera oleada, diciembre de 2008): 322.000 oyentes. Tercer lugar.[19]
- 2012 (tercera oleada, diciembre de 2012): 227.000 oyentes. Tercer lugar.[20]
- 2013 (tercera oleada, diciembre de 2013): 227.000 oyentes. Tercer lugar.[21]
- 2014 (tercera oleada, diciembre de 2014): 306.000 oyentes. Tercer lugar.[22]
- 2015 (tercera oleada, diciembre de 2015): 363.000 oyentes. Tercer lugar.[23]
- 2016 (tercera oleada, diciembre de 2016): 375.000 oyentes. Tercer lugar.[24]
- 2017 (tercera oleada, diciembre de 2017): 494.000 oyentes. Tercer lugar.[25]
- 2018 (tercera oleada, diciembre de 2018): 411.000 oyentes. Tercer lugar.[26]
- 2019 (tercera oleada, diciembre de 2019): 474.000 oyentes. Tercer lugar.

## Premios
- Micrófono de Oro (2009).
- Antena de Oro (2015).